# Smittium caribensis
Smittium caribensis är en svampart som beskrevs av L.G. Valle & Cafaro 2010. Smittium caribensis ingår i släktet Smittium och familjen Legeriomycetaceae.   Inga underarter finns listade i Catalogue of Life.